# Michael Freund (Journalist)

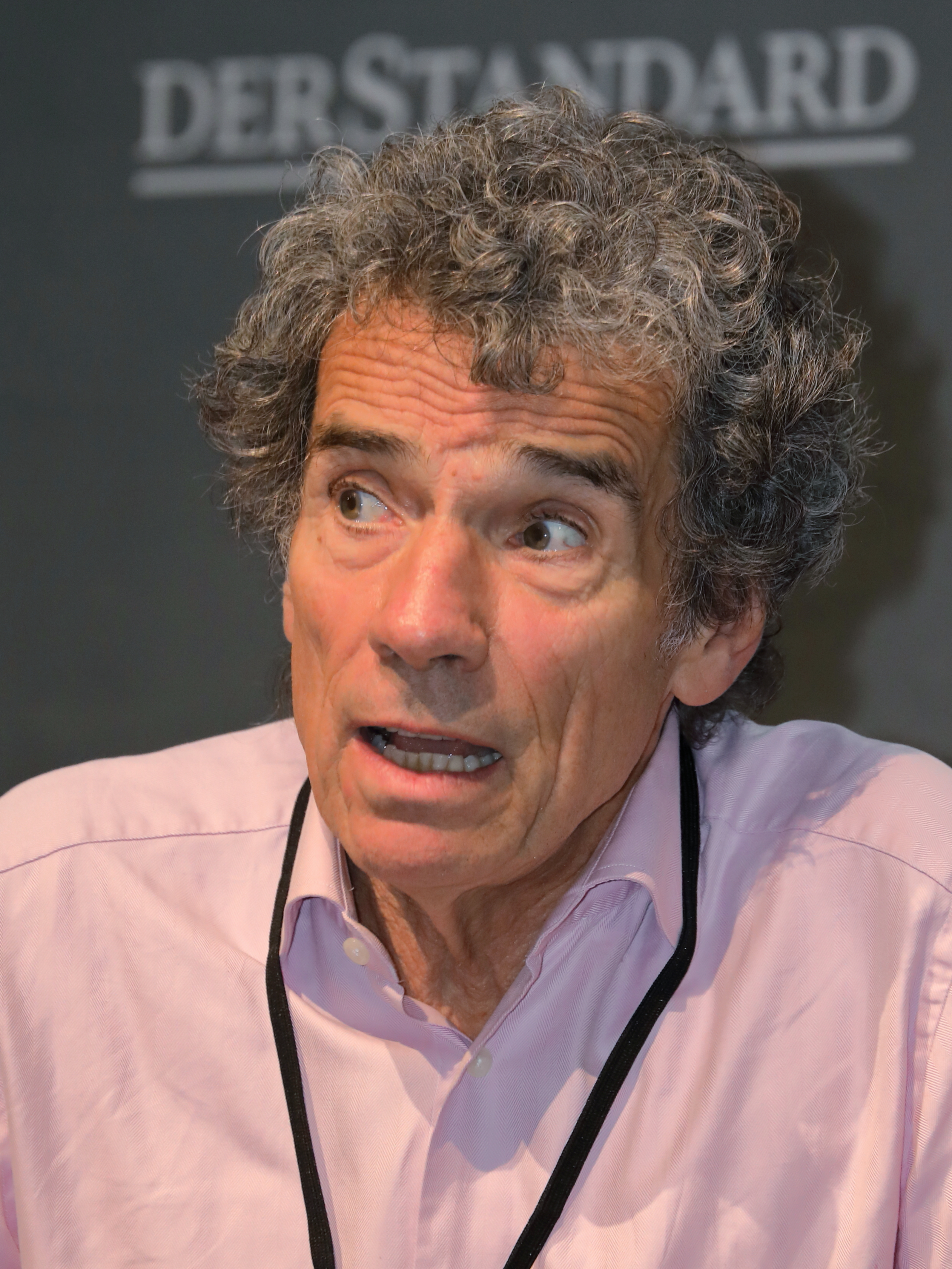
Michael Freund (2019)

Michael Freund (* 1949 in Wien) ist ein österreichischer Journalist, Sozial- und Medienwissenschaftler.
Freund absolvierte die Deutsche Schule in Mailand und studierte anschließend Psychologie und Soziologie an der Universität Wien und der Universität Heidelberg. An der Columbia University in New York City schloss er 1978 das Doktorat ab. Er war als Sozialwissenschaftler und seit 1981 als freier Mitarbeiter beim Österreichischen Rundfunk (ORF) vor allem im Hörfunk Ö1 tätig. In den 1980er Jahren war Freund Lehrbeauftragter für Sozialwissenschaften und Medienkommunikation an den Universitäten Wien, Klagenfurt und Salzburg. Ab 2005 war er Leiter des Media Communications Department an der Webster University Vienna in Wien; emeritiert 2015. Zurzeit arbeitet er als Lehrbeauftragter am Institut International Education of Students Worldwide (IESVienna) in Wien.
1979 bis 1981 war Freund führend beteiligt am Projekt Marienthal 1930–1980. Rückblick und sozialpsychologische Bestandaufnahme in einer ländlichen Industriegemeinde – einer Nachfolgestudie der bekannten Marienthal-Studie.
1989 bis 2003 war Freund Ressortleiter der Wochenendbeilage Album des Wiener Standards, wo er bis 2014 als Redakteur und seither als feier Autor arbeitet. 
2019 und 2022 kuratierte er mit Sabine Apostolo née Bergler die Ausstellungen Drei mit dem Stift bzw. Endlich Espresso am Jüdischen Museum Wien.
Freund lebt in Wien als freier Autor, Moderator (auf Deutsch, Englisch und Italienisch), Fotograf und gelegentlicher Zeichner. Er ist ein Cousin des ORF-Moderators und EU-Abgeordneten Eugen Freund.

## Schriften (Auswahl)
- Menschen vor dem Bildschirm. Ein Foto-Essay. (=25 Jahre Fernsehen. Berichte zur Medienforschung 5) Österreichischer Rundfunk, Wien 1980.
- GeistesBlitze. Bedeutende österreichische Wissenschafter im Porträt. Springer, Wien 1997, ISBN 3-85447-748-1.
- Class A. Austrian product culture today. Photos von Bernhard Angerer, Bibliophile Edition, Wien 1998, ISBN 3-9500956-0-8.
- mit Walter Lürzer (Hrsg.): Schlagobers. 30 Jahre Werbung von Demner, Merlicek & Bergmann. Brandstätter, Wien 2000, ISBN 3-85498-066-3.